# フェルナン・ウリ
フェルナン・ウリ（1920年1月18日 - 1998年2月19日）は、制度による教育学の創始者のひとり。

## 経歴
1920年、オー＝ド＝セーヌ県ガレンヌ生まれ。教師となるが、フランスの教育制度に疑問を抱く。1949年にセレスタン・フレネが始めた「現代学校運動」(フレネ教育)に出会い、活動に参加した。1998年、ロワール＝エ＝シェール県ブロワで死去した。

## 研究内容・業績
- ジャン・ウリ、フランソワ・トスケルらとともに、「制度による教育」[1]や医療の実践に努め、大きな影響を後進に与えた。フランソワーズ・ドルトら精神科医たちとの交流が深い。

## 家族・親族
- 弟：ジャン・ウリは制度による精神療法で名高い精神科医。